# Plen (robot)
 For alternative betydninger, se Plen. (Se også artikler, som begynder med Plen)
Plen, japansk legetøjsrobot, som er 23 cm høj og har en vægt på 700 gram, forsynet med bluetooth og en 32 bit processor, ARM7, 33 Mhz. 
Robotten kan manøvreres med en mobiltelefon og kan gå, danse, løbe på rulleskøjter og håndtere et skateboard.

## Ekstern henvisning
Officiel side (på japansk)